# Batrisodes adnexus
Batrisodes adnexus är en skalbaggsart som först beskrevs av Hampe 1863.  Batrisodes adnexus ingår i släktet Batrisodes, och familjen kortvingar. Enligt den svenska rödlistan är arten sårbar i Sverige. Arten förekommer i Götaland, Öland och Svealand. Artens livsmiljö är skogslandskap, jordbrukslandskap.